# Městská autobusová doprava ve Vyškově

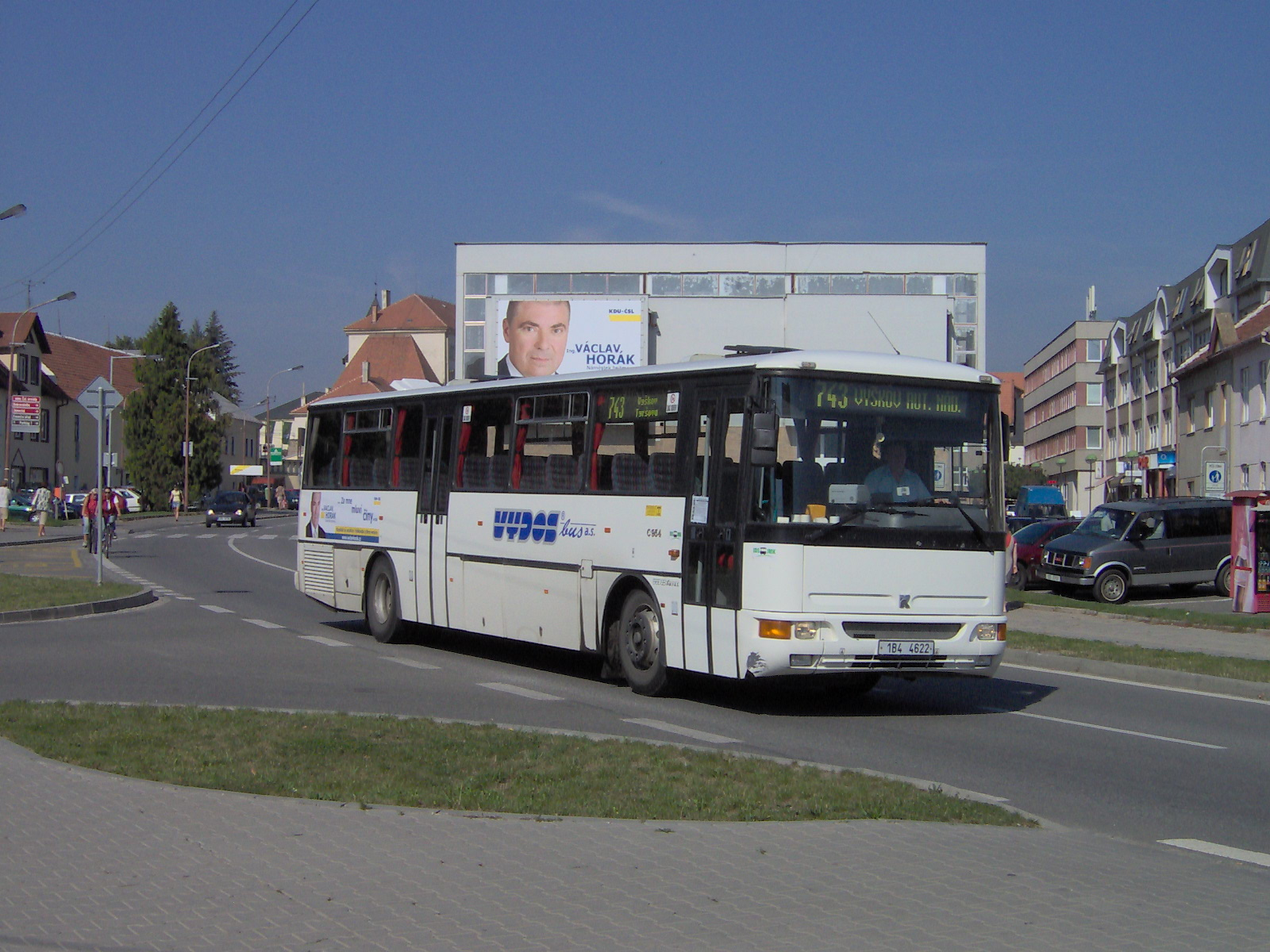
Autobus Karosa C 954 na městské lince 743

Městská autobusová doprava ve Vyškově je tvořena čtyřmi linkami, které jsou plně zapojeny do Integrovaného dopravního systému Jihomoravského kraje (IDS JMK). Dopravcem na těchto linkách je společnost ČD Bus.

## Historie
Vznik MHD Vyškov se datuje k roku 1983. V autobusovém jízdním řádu 1986/1987 jsou uvedeny dvě linky městské autobusové dopravy ve Vyškově, obě vedoucí v polookružních trasách a začínající i končící v Nosálovicích. Linka č. 1 jezdila v trase Nosálovice – Autobusové nádraží – Dukelská – Tržiště – Křečkovice – Brňany – Dvořákova – Železniční nádraží – Autobusové nádraží – Nosálovice, linka č. 2 potom v trase Nosálovice – Autobusové nádraží – Palánek – Dvořákova – Dukelská – Tržiště – Hybešova – Dukelská – Železniční nádraží – Autobusové nádraží – Nosálovice. Obě linky provozoval národní podnik ČSAD Brno, dopravní závod Vyškov.

### Od roku 2002 do současnosti
V prosinci 2002 (rok před zahájením provozu IDS JMK) existovaly ve Vyškově dvě autobusové linky městské hromadné dopravy. Byly označeny čísly 1 a 2 a de facto se jednalo o linku jedinou, protínající město ve směru jihozápad – severovýchod, přičemž každý směr byl označen svým číslem. Důvodem rozdílného značení byl fakt, že ve třech oblastech vedly obě linky jinými ulicemi, či naopak stejnou ulicí stejným směrem. Trasování bylo následující: Poliklinika – Nouzka – Autobusové nádraží – Železniční stanice – centrum města – Křečkovice – Tržiště – Tovární. Současně s těmito městskými linkami existovaly i další tři linky, které jezdily mezi městem a areálem vojenských vysokých škol, nacházejících se v městských částech Dědice a Hamiltony, které ale formálně součástí vyškovské MHD nebyly. Všech pět těchto linek provozovala společnost ČSAD Vyškov.[zdroj?]
V květnu 2004 byla zprovozněna třetí městská autobusová linka (č. 3) v trase Autobusové nádraží – sídliště Osvobození – Poliklinika. Na konci téhož roku zanikla společnost ČSAD Vyškov, která se rozdělila do několika samostatných firem. Provozovatelem vyškovské MHD se tak stala jedna z těchto nově vzniklých společností, VYDOS BUS.

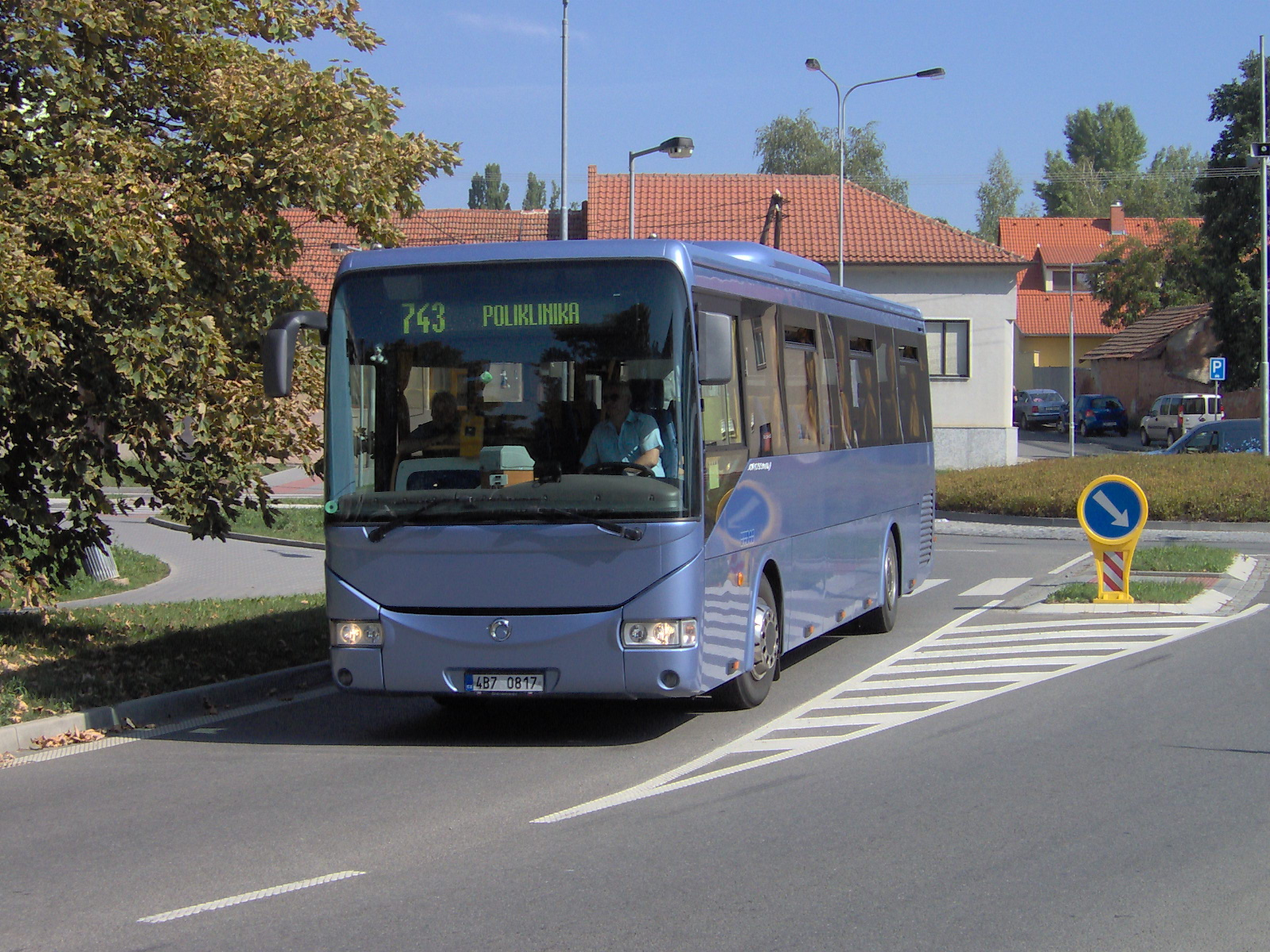
Vyškovský autobus Irisbus Crossway

Již od vzniku IDS JMK (1. ledna 2004) se staly jeho součástí dvě regionální autobusové linky vedoucí z Vyškova do Blanska a Adamova. Vyškovská městská autobusová doprava byla do IDS JMK zaintegrována v rámci etapy 3A 11. prosince 2005 (celý Vyškov leží v zóně 740). Dvě páteřní linky č. 1 a 2 byly přečíslovány na č. 741 a 742, linka vzniklá na jaře 2004 obdržela č. 743 (zároveň byla upravena její trasa závlekem od železniční stanice do zastávky Palánek). Nově byla do MHD zařazena linka Tovární – střed města – Dědice, VVŠ (k vojenským vysokým školám), která vznikla sloučením dosavadních linek vedoucích tam a která obdržela č. 744. Od konce roku 2006 byly některé spoje linek 741, 742 a 744 prodlouženy ze stávající konečné Tovární (v průmyslové zóně) do nové zastávky Pustiměřská. Od konce roku 2007 byla linka č. 743 prodloužena tak, že z Palánku vytvoří velkou smyčku přes Křečkovice a ulice Tržiště a Tyršovu a přes Palánek pokračuje ve své dosavadní trase k Poliklinice či na autobusové nádraží.

## Seznam linek
V roce 2012 jezdily autobusové linky vyškovské MHD po těchto trasách:
- 741 Poliklinika – Autobusové nádraží – Palánek – Tovární
- 742 Tovární – Agrodům – Autobusové nádraží – Poliklinika
- 743 Autobusové nádraží – Sídliště Osvobození – Poliklinika
- 744 VTÚPV – VVŠ – Na vyhlídce – Tovární

## Tarif
Tarif ČSAD Vyškov na linkách MHD byl stejný jako na ostatních autobusových linkách, provozovaných touto firmou. Byl pásmový, odstupňovaný po dvou až třech kilometrech (do 20 km jízdy) a po pěti kilometrech (nad 20 km jízdy). Nastupovalo se předními dveřmi, cestující platili řidiči, který jim vydal jízdenku, hotově nebo čipovou kartou (sleva oproti placení hotovostí o 2 Kč). Dále existovalo poloviční jízdné pro děti, žákovské jízdné a jízdné pro osoby s průkazem ZTP nebo ZTP/P.[zdroj?]
Po zaintegrování městské autobusové dopravy do IDS JMK byl převzat tarif integrovaného dopravního systému. Jízdné se zjednodušilo, sleva pro čipové karty byla zrušena. Dále byly do autobusů nainstalovány označovače pro jízdenky zakoupené v předprodeji. V roce 2012 stála základní nepřestupní úseková jízdenka v zóně 740 (město Vyškov) 10 Kč, přestupní na 45 minut platila ve dvou zónách a stála 20 Kč.

## Vozový park
Vozový park, který společnost VYDOS BUS používala na linkách MHD, tvořily především linkové autobusy Karosa C 954. Dále využívala i vozy Karosa B 952 (městské provedení) a Irisbus Crossway.[zdroj?]